# Canal de Jugla
Le canal de Jugla (en letton : Juglas kanāls) est un canal à Riga en Lettonie.

## Présentation
Le canal de Jugla fait partie de la voie navigable Gauja-Daugava (lv), qui relie le lac Lielais Baltezers à la Rivière Jugla. 
Sur les rives du canal se trouvent le quartier Bukulti de Riga et les villages de Bukulti et Priedkalne dans la paroisse de Garkalne du district de Ropaži. 
Le canal est traversé par la rue Jaunciema gatve.
Le canal a été creusé en 1901-1903. année, principalement le long du lit de l'ancien ruisseau Bukulti.

## Galerie

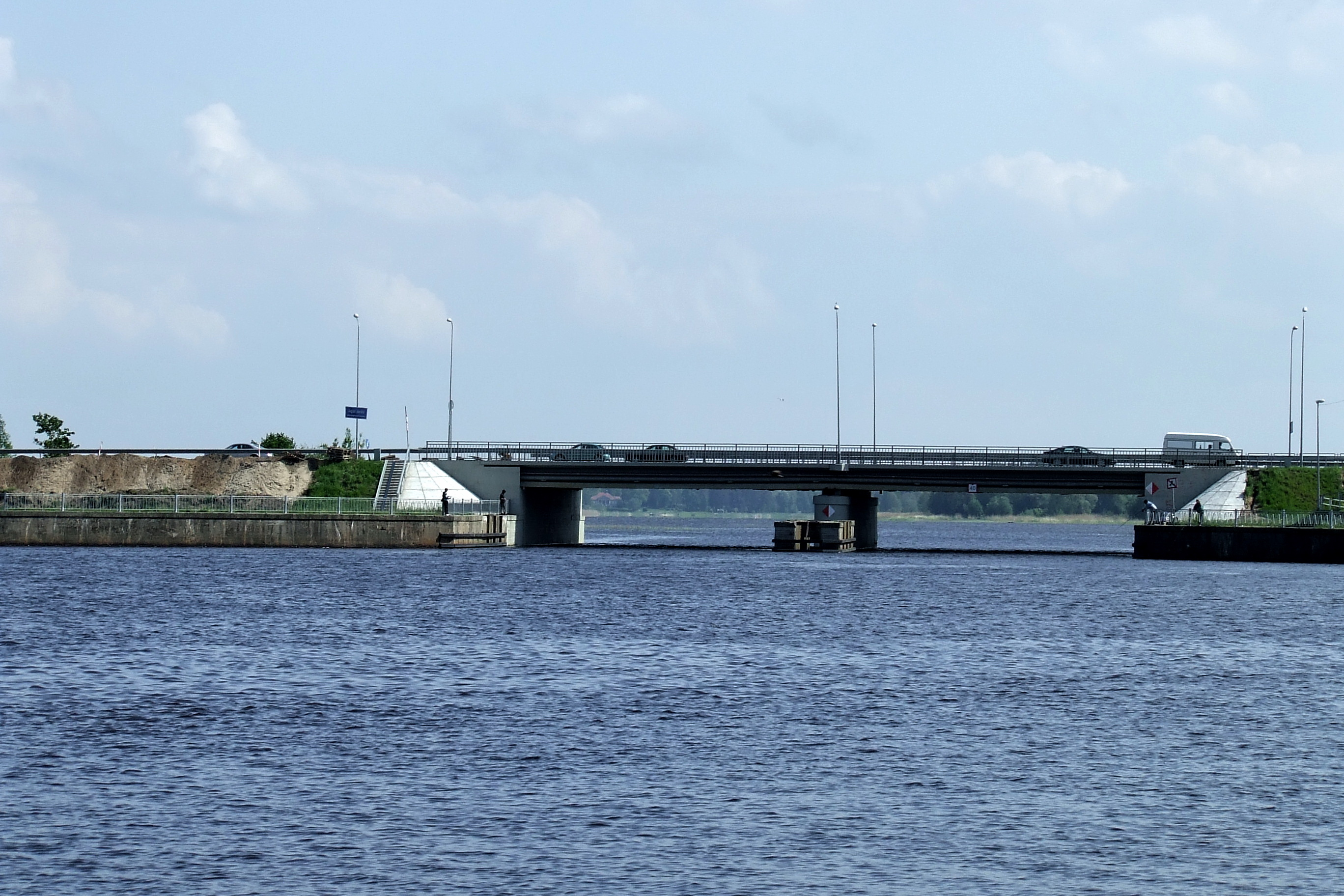
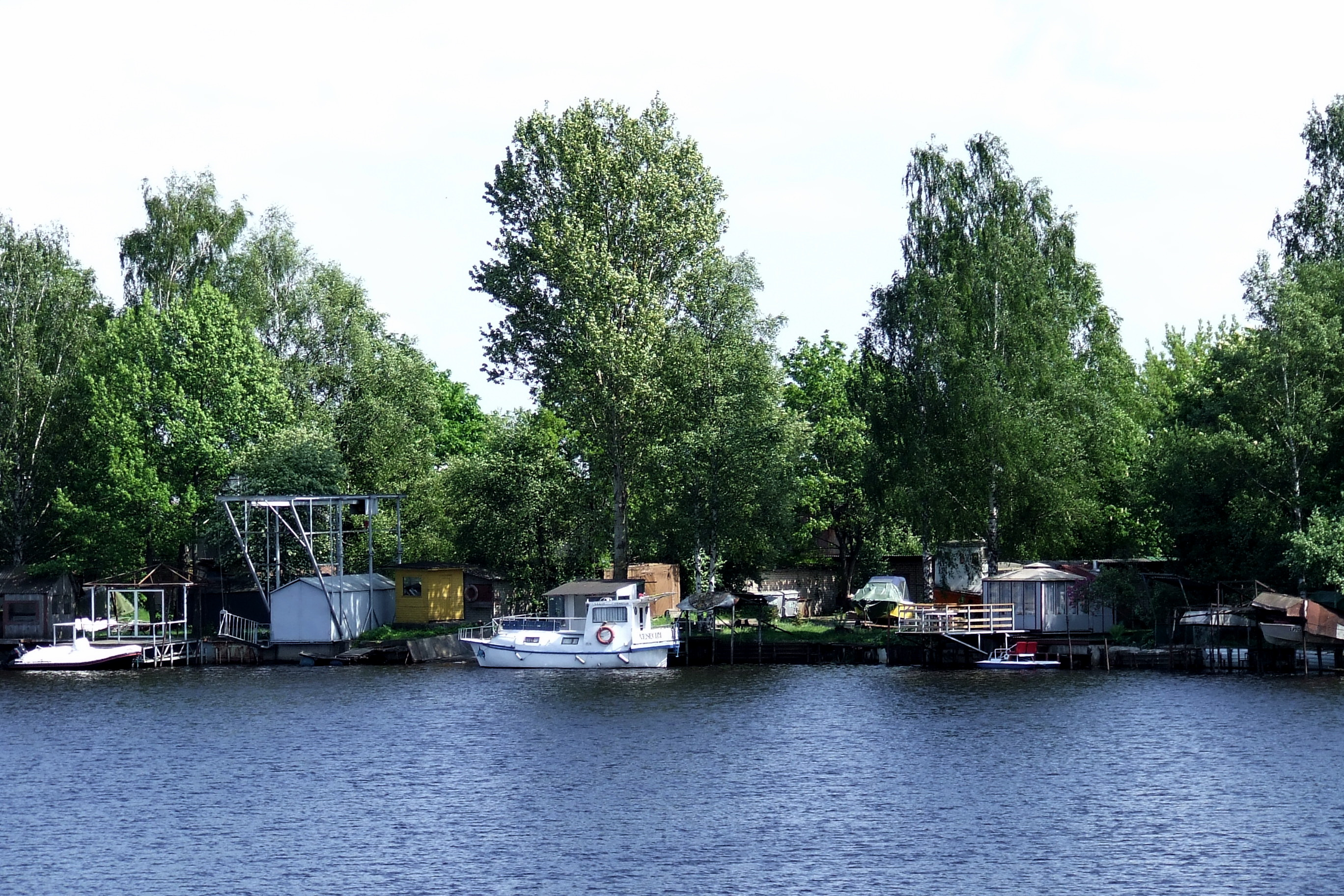
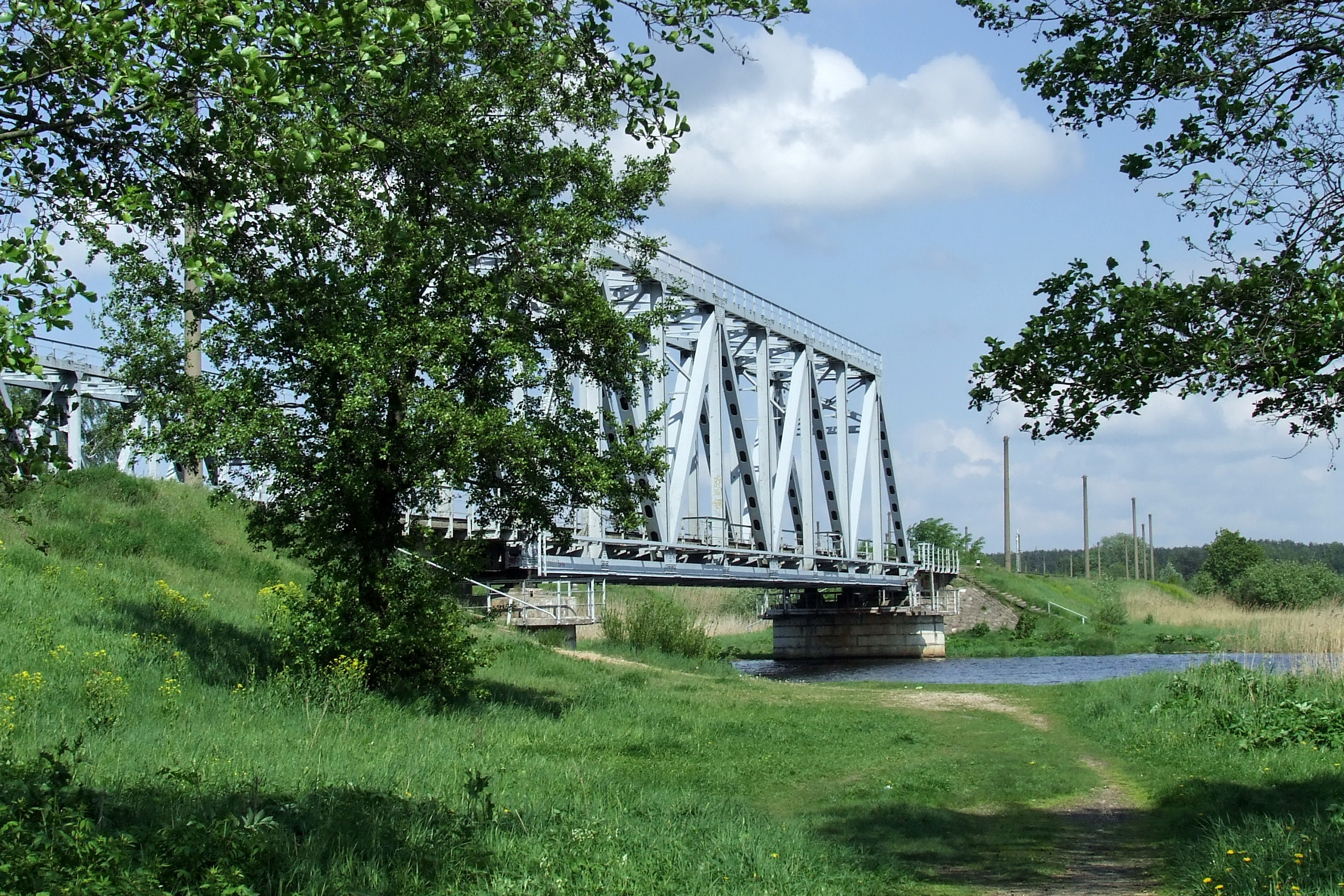
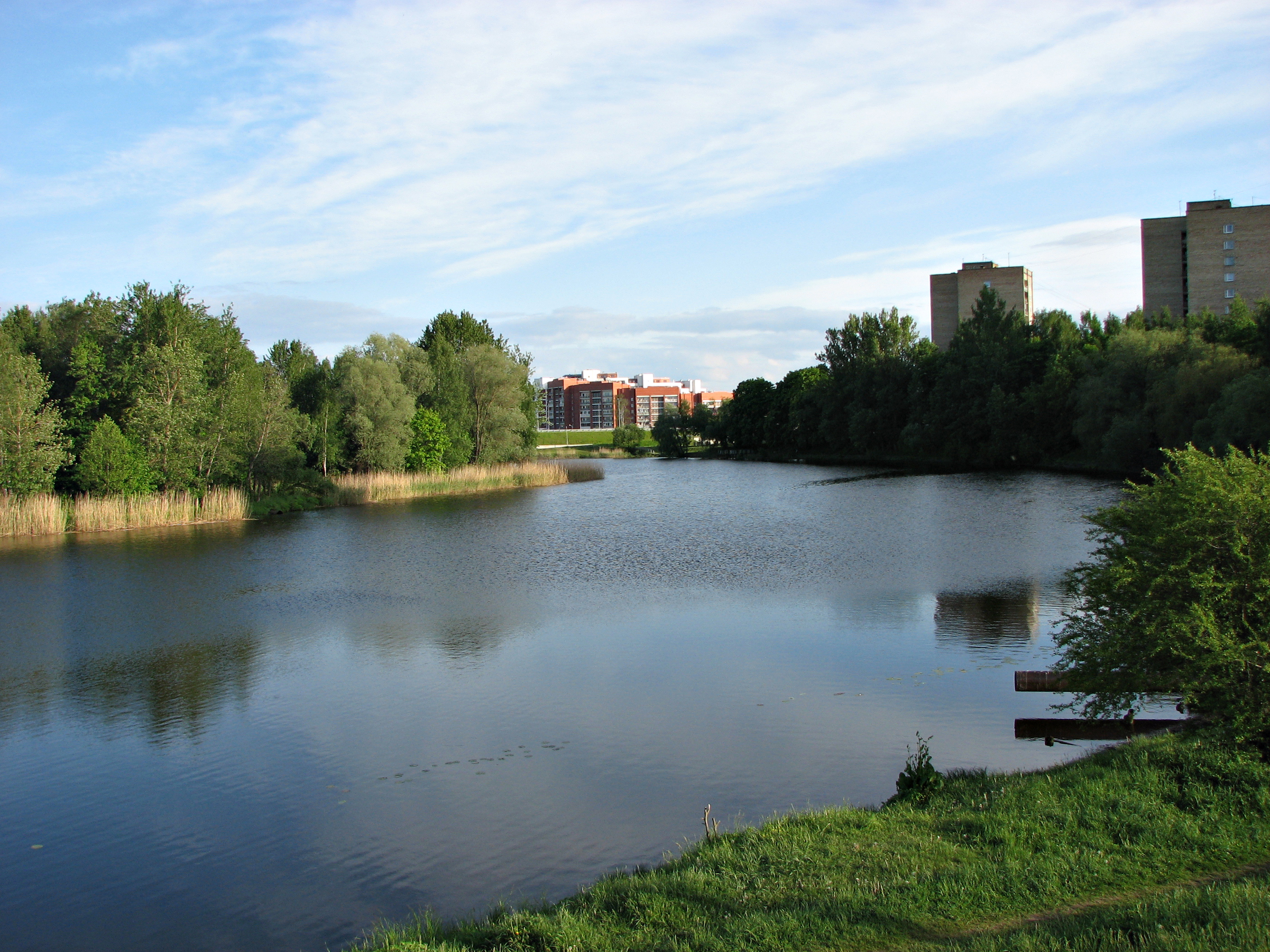